# Lissencefàlia
La lissencefàlia, terme que literalment significa "cervell llis", és un tipus de formació del cervell caracteritzat per la microcefàlia i una absència de les circumvolucions (plecs) que són normals en l'ésser humà. Algunes espècies d'animals tenen la lissencefàlia com a característica, però per les persones és un trastorn poc comú. És causat per una migració neuronal defectuosa, un procés en què les neurones es desplacen des de la posició d'origen al nou emplaçament permanent.
Els nens amb lissencefàlia generalment presenten retards importants en el desenvolupament, però aquests varien molt d'un nen a un altre segons el grau de malformació cerebral i el control de les convulsions. L'esperança de vida es pot escurçar dràsticament, generalment a causa de problemes respiratoris.